# Campylium subdecursivulum
Campylium subdecursivulum là một loài Rêu trong họ Amblystegiaceae. Loài này được (Kindb.) Kindb. mô tả khoa học đầu tiên năm 1897.